# José Moës
José Moës (ur. 19 lipca 1923 w Liège – zm. 20 lutego 2016 w Vaux-et-Borset) – belgijski piłkarz grający na pozycji napastnika. Był reprezentantem Belgii.

## Kariera klubowa
Swoją karierę piłkarską Moës rozpoczął w klubie Stade Waremmien, w którym zadebiutował w sezonie 1943/1944. Grał w nim najpierw w trzeciej, a od 1946 w drugiej lidze. W 1948 roku przeszedł do pierwszoligowego RFC Liège. Z RFC wywalczył dwa mistrzostwa Belgii w sezonach 1951/1952 i 1952/1953. W 1958 roku wrócił do Stade Waremmien i w 1959 zakończył w nim swoją karierę.

## Kariera reprezentacyjna
W reprezentacji Belgii Moës zadebiutował 14 października 1951 w przegranym 1:8 towarzyskim meczu z Austrią, rozegranym w Brukseli. Od 1951 do 1954 rozegrał w kadrze narodowej 6 meczów i strzelił 4 gole.